# Ricardo Royo Villanova
Ricardo Royo Villanova (Zaragoza, 1868-Zaragoza, 1943) fue un médico, escritor y conferenciante español, rector de la Universidad de Zaragoza.

## Biografía
Nació el 15 de enero de 1868 en Zaragoza. Uno de los trece hijos del ingeniero Mariano Royo Urieta y Pilar Villanova Perena, miembro de una familia de célebres intelectuales, estudió medicina en la Universidad de Zaragoza, doctorándose en 1890 con el discurso Valor semiótico del esputo y llegando a ser catedrático de Patología Médica en 1894.
Sus investigaciones giraron en torno a la tuberculosis, sobre la cual publicó una revista llamada precisamente Tuberculosis. Realizó numerosas conferencias sobre este tema, tanto en España como en el extranjero, desde Francia hasta Rusia. Fue impulsor de las curas en el balneario de Panticosa.
El 17 de marzo de 1913 funda junto a José Garí, Patricio Borobio, Andrés Giménez Soler, José Conde, Emilio Gastón, Pedro Ramón y Cajal, etc., en Zaragoza, una agrupación de exploradores de la Asociación de Exploradores de España.
Fundó y presidió la Academia Quirúrgica Aragonesa, y fue miembro de la Real Academia de Medicina, además de presidente de la de Zaragoza entre 1936 y 1943.
Rector de la Universidad de Zaragoza desde 1913 hasta 1928, compaginó esta tarea con la de senador, así como varios cargos políticos. De aquí recibió en tratamiento de Excelentísimo Señor. Así mismo conoció en persona a Alfonso XIII y Albert Einstein durante su visita a España en marzo de 1923.
Aunque inicialmente contó con el apoyo de la Dictadura de Primo de Rivera, diversos roces con el Gobierno provocaron un distanciamiento que acabó en su retirada del rectorado de la Universidad zaragozana. El general José Sanjurjo le amonestó por haber autorizado el discurso pronunciado por el catedrático Juan Moneva sobre el honor, con motivo de la apertura del curso académico 1924-25. En el discurso deslizo supuestas injurias al Ejército. Posteriormente, durante la Segunda República fue desterrado a Granada.
Participó en múltiples conferencias y colaboró con abundantes revistas del género médico, además de publicar artículos sobre historia, literatura e incluso teatro.
Fue miembro de la Real Academia de Historia, presidente en 1913 del Ateneo de Zaragoza, del que se le otorgó el nombramiento de Hijo Predilecto, así como la Medalla de Oro. También fue integrante de la  Academia de San Luis. Falleció en Zaragoza el 14 de diciembre de 1943.
En el aspecto religioso, fue  terciario franciscano.
El hospital Royo Villanova lleva su nombre en su honor, así como una calle en Valencia y otra en Madrid.
Hermano del periodista Luis Royo Villanova, del político, abogado y catedrático Antonio Royo Villanova, tuvo una hija de nombre María.

## Obras
- Diagnóstico de las enfermedades de las vías digestivas. (1893)
- Diagnóstico de las enfermedades de la médula espinal. Lecciones dadas en la Facultad de Medicina de Zaragoza. (1895)
- Cómo se curan los tísicos. Curso de clínica médica de la tuberculosis pulmonar. (1910)
- Epítome de patología y clínica médicas: para iniciación de estudiantes y recordatorio de médicos. (1917)